# Saro Cosentino

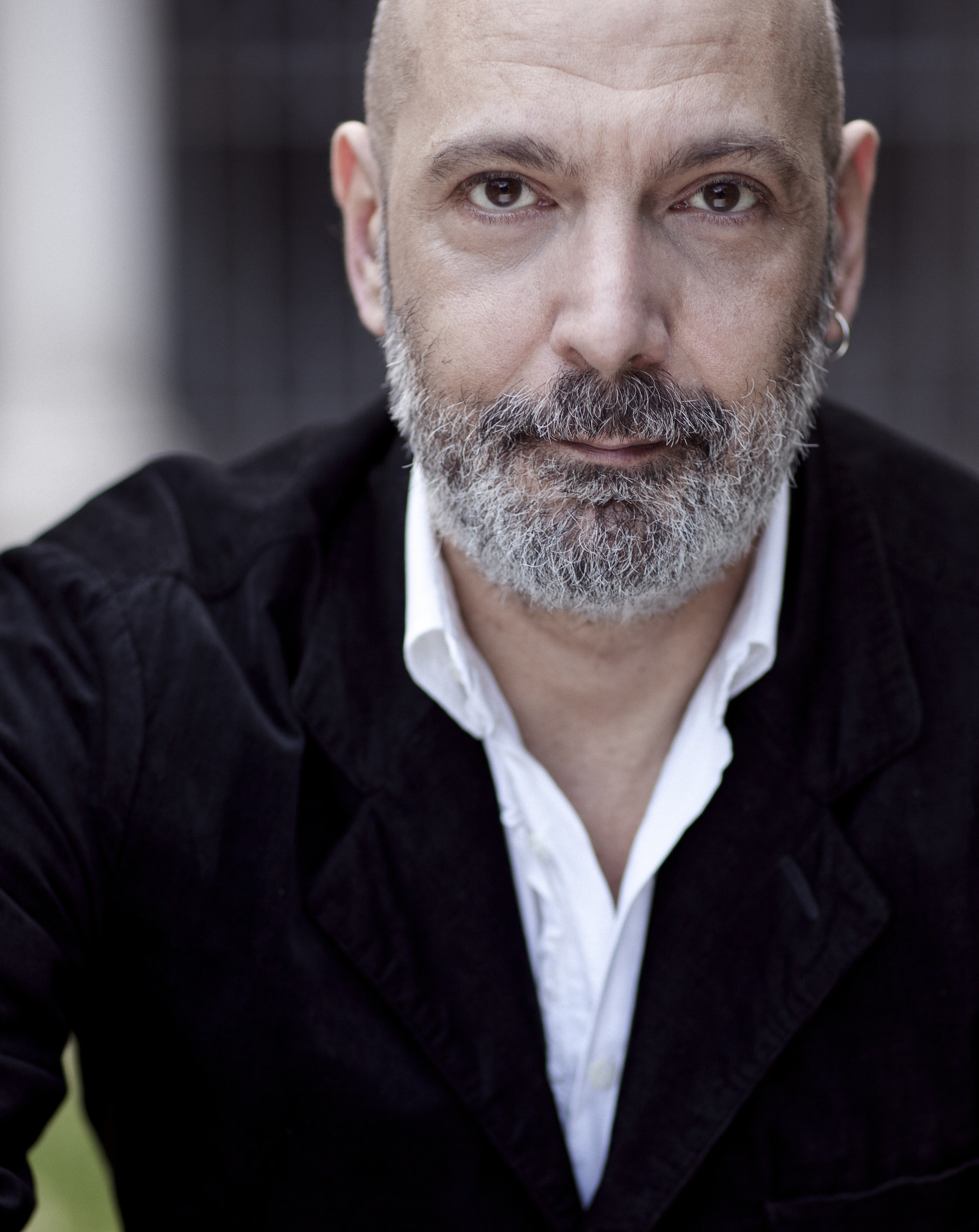
Saro Cosentino

Saro Cosentino (Roma, 25 aprile 1960) è un compositore e musicista italiano.

## Biografia
Saro Cosentino nasce a Roma il 25 aprile del 1960. Negli anni settanta si trasferisce a Milano e inizia a suonare musica acustica della tradizione popolare nordamericana e blues. Collabora con musicisti della scena blues italiana e, nel 1979, forma il gruppo "Saro Cosentino entertainment blues band" di cui fanno parte Fabio Treves e Maurizio Angeletti. Con la band realizza un disco omonimo, e partecipa a festival internazionali come il "Milano blues night" ed il "Pistoia blues festival". Dal 1979 si interessa di musica sperimentale e musica elettronica. Nello stesso anno inizia la sua collaborazione con Franco Battiato. Con lui scrive, tra le altre, I treni di Tozeur, brano che partecipa all'Eurofestival del 1984.  Nel 1985 forma, con l'arpista Vincenzo Zitello, il duo A'sciara che combina la tradizione popolare celtica e la musica elettronica. La band partecipa al Festival di Riva del Garda vincendo la "Vela d'argento" per il miglior singolo dell'anno con la canzone Fill. Nel 1987 compone le musiche per lo spettacolo "macchina dell'amore e della morte" di Tadeusz Kantor e collabora alla realizzazione dell'opera "Genesi" di Franco Battiato al Teatro Regio di Parma e all'opera "Gilgamesh" di Franco Battiato, come voce recitante. 
Nel 1988 esce il suo primo album da solista "Saro Cosentino" su etichetta l'Ottava/Emi. Dal 1990 al 2009 alterna il lavoro di compositore a quello di produttore con numerosi artisti italiani ed internazionali, tra i quali: Franco Battiato, Alice, Mino Di Martino, Morgan, Giorgio Gaber, Milva, Ivano Fossati, Radiodervish, Massimo Zamboni, Peter Gabriel, Peter Hammill, Lal Shankar, Trey Gunn, Kudsi Erguner, Karen Eden, David Rhodes, Tim Bowness, Pandit Dinesh, Tony Levin, Laurence Revey, Natasha Atlas, Jakko Jakszyk, Gavin Harrison. Nel 1995 con la collaborazione con Mino Di Martino dà vita al progetto TV Dinner, al disco seguirà un tour internazionale con gli Ozric Tentacles. Del 1998 è il suo album Ones and Zeros. Nel 2006 s'avvicina alla musica per immagini. Fra le colonne sonore da lui firmate ricordiamo: "Sfiorarsi"  e "Rocco tiene tu nombre"   di Angelo Orlando, Rough Hands "Ayadin Khachina“di Mohamed Asli del 2011 e i documentari La maglietta rossa e 1960-I Ribelli per la regia di Mimmo Calopresti.

## Opere

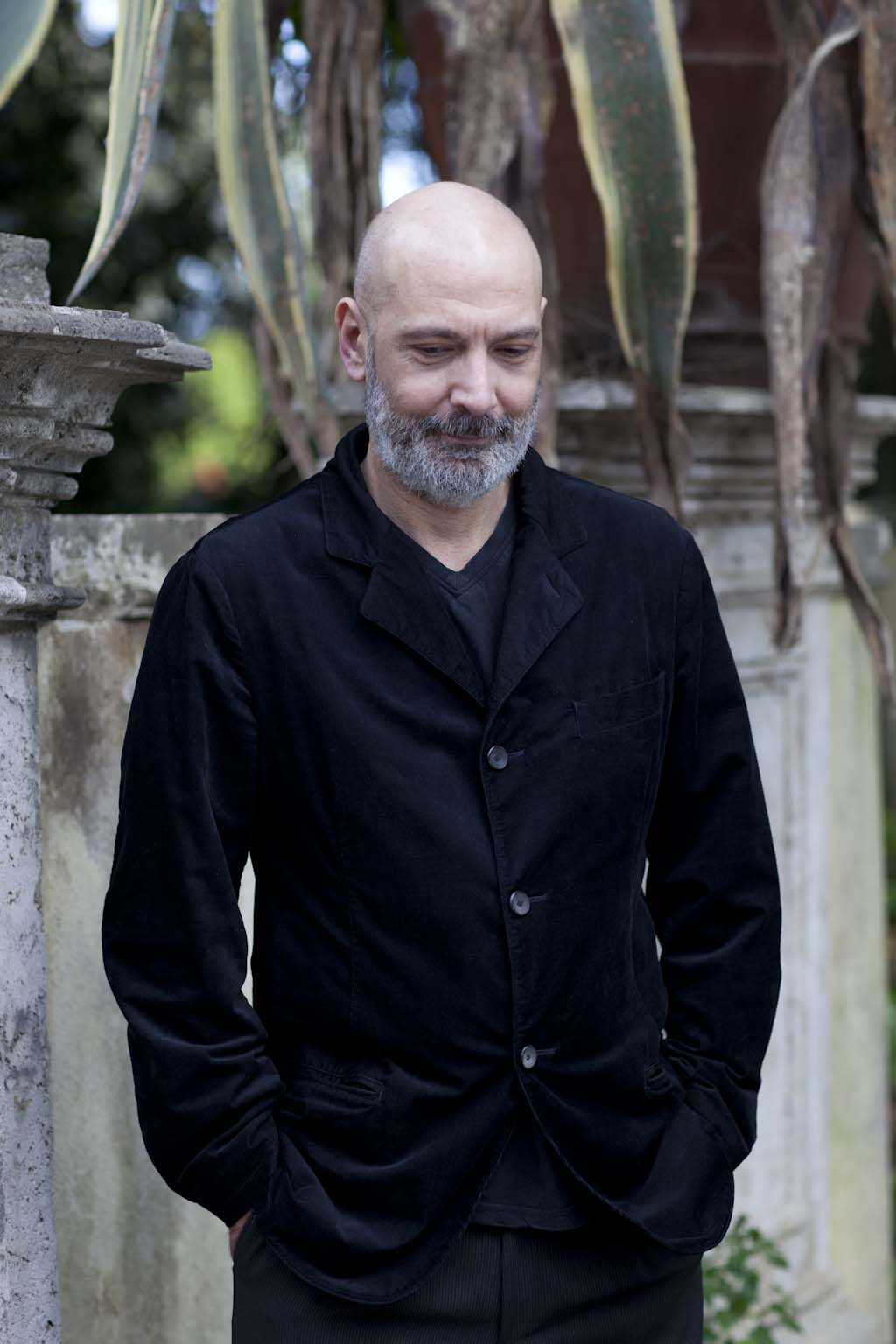
Saro Cosentino con Angelo Orlando al Festival del Cinema Indipendente di Praga

### Autore
- No time no space dall'album Inneres Auge di Franco Battiato
- I treni di Tozeur dall'album Unprotected di Franco Battiato
- No time no space dall'album Mondi lontanissimi di Franco Battiato
- I treni di Tozeur  dall'album Mondi lontanissimi di Franco Battiato
- Personal computer  dall'album Mondi lontanissimi di Franco Battiato
- I treni di Tozeur dall'album Personal juke box di Alice
- I treni di Tozeur dall'album Alice canta Battiato di Alice
- Auto-Motion di Giusto Pio
- Milano d'estate dall'album una donna tutta sbagliata di Ombretta Colli.
- Nuvole rosse dall'album Park Hotel di Alice
- Il senso dei desideri dall'album Park Hotel di Alice
- Lungo ritorno a casa dall'album Mezzogiorno sulle Alpi di Alice
- I treni di Tozeur dalla raccolta Il vento caldo dell'estate di Alice
- Phosphorescence dall'album Everyone you hold di Peter Hammill 1997
- 9.47 pm eastern time dall'album I'll tell you what I saw di Trey Gunn
- The sheltering sky dalla compilation Floralia 2
- Céline dalla compilation The Best of CAM 2005
- Vicoli Deserti dalla compilation The Best of CAM 2005
- Days of flaming youth dalla compilation New age New sounds
- I treni di Tozeur dall'album Del suo veloce volo di Antony Hegarty e Franco Battiato

#### Teatro
- Macchina dell'amore e della morte regia di Tadeusz Kantor, 1987
- Casamatta Vendesi regia di Angelo Orlando, 2009
- Iliade regia di Prospero Bentivenga, 2009
- el circo invisible  regia di Angelo Orlando, 2021

#### Cinema
- I treni di Tozeur in La messa è finita regia di Nanni Moretti, 1985
- Soundtrack di Sfiorarsi regia di Angelo Orlando, 2006
- Soundtrack di La maglietta rossa regia di Mimmo Calopresti, 2009
- Soundtrack di Il muro della Thyssen Krupp regia di Mimmo Calopresti e Renato Chiocca, 2009
- Soundtrack di Anch'io ero comunista regia di Mimmo Calopresti, 2010
- Soundtrack di 1960-I Ribelli regia di Mimmo Calopresti, 2010
- Soundtrack di Rough Hands "Ayadin Khachina“regia di Mohamed Asli, 2011
- Soundtrack di Colpo di Vento  regia di Enzo Russo, 2012
- Soundtrack di Uno al Giorno regia di Mimmo Calopresti, 2012
- Soundtrack di "Madre di Pietà" regia di Mimmo Calopresti, 2013
- Soundtrack di Rocco Tiene tu Nombre regia di Angelo Orlando, 2014
- Soundtrack di Equilibri Precari  regia di Mimmo Calopresti, 2014
- Soundtrack di Uno di noi, Socrates regia di Mimmo Calopresti, 2014
- Soundtrack di Mirafiori Lunapark  regia di Stefano Di Polito 2015
- Soundtrack di La Fabbrica Fantasma regia di Mimmo Calopresti, 2016
- Soundtrack di Portami Via regia di Marta Santamato Cosentino, 2017. *
- Soundtrack di Quel che resta di me (surviving Boko Haram) regia di Marta Santamato Cosentino, 2018
- Soundtrack di Romanzo Radicale  regia di Mimmo Calopresti, 2022
- Soundtrack di Fuga ad Alcatraz 2023

#### Televisione
- Automotion con Giusto Pio, sigla del programma TG2 Chip,di Piero Angela

- The Race, sigla del programma La_difesa_della_razza_(programma_televisivo),di Gad Lerner,2018

### Discografia
- A'sciara (EMI) (1985)
- Saro Cosentino (L'Ottava/EMI) (1988)
- TV Dinner (Musicando) (1995)
- Ones and Zeros (I Dischi del Mulo/C.P.I/Mercury - Voiceprint/Resurgence (rest of the world)) (1997)
- The Different You - Robert Wyatt e noi - Alifib - Dischi del Mulo 1998
- Ones and Zeros reloaded (Aratro Incisioni- Maracash- Self -2014)
- Athmos Sphere ( with Joao Filipe and Nicola Alesini -2017)
- TV DINNER ( 25th anniversary edition) -MP records (with Mino Di Martino) 2020
- Cities (con Nicola Alesini)2021
- The Road To Now ( cat sounds ) 2022

### Produttore
- Campi magnetici (album) di Franco Battiato (2000)
- Running against the grain di Franco Battiato (2001)
- Ferro battuto di Franco Battiato (2001)
- Hierro Forjado (Spagna) di Franco Battiato (2001)
- Caffè de la Paix di Franco Battiato (1993)
- Fun club di Manlio Sgalambro
- Sorella sconfitta di Massimo Zamboni (2004)
- L'inerme è l'imbattibile di Massimo Zamboni (2008)
- In search of Simurg di Radiodervish (2004)
- Beyond the Sea di Radiodervish (2009)
- Ave Maria di Laurence Revey (2006)
- Terra luna e Margarita di Rio (2007)
- In assoluta presenza di fragilità di Bludeepa (2008)
- Hollywood songs di Compleanno di Mary
- Dal Pesce alla Luna di Radiodervish (2012)
- Canto l'isolamento di Massimo Zamboni (2013)
- Tat Tvam Asi -Bludeepa (2021)